# Épisodes spéciaux de One Piece
Cet article présente la liste des épisodes spéciaux de One Piece diffusés lors de festivités au Japon, en France ils sont diffusés à la suite d'épisodes normaux, suivant l'ordre chronologique de diffusion du Japon.

## Épisodes spéciaux
Ce sont les premiers épisodes spéciaux, ils ne sont pas intégrés à la numérotation de la série (ne sont ainsi pas diffusés en France) et sont plus longs. Les seuls épisodes diffusés en France sont ceux de Nami, pour la première fois le 30 juin 2013, de Luffy, diffusé le 7 juillet 2013, du Vogue Merry diffusé le 11 octobre 2014 puis 3D2Y diffusé le 19 décembre 2014 sur D17.
| No                                          | Titre français                                                                         | Titre japonais                                                      | Titre japonais                                                                  | Date de 1re diffusion |
| No                                          | Titre français                                                                         | Kanji                                                               | Rōmaji                                                                          | Date de 1re diffusion |
| ------------------------------------------- | -------------------------------------------------------------------------------------- | ------------------------------------------------------------------- | ------------------------------------------------------------------------------- | --------------------- |
| SP 1                                        | La descente de Luffy ! La grande aventure sur la mer inexplorée                        | ルフィ落下!秘境・海のヘソの大冒険                                   | Rufi rakka! Hikyō umi no Heso no dai bōken                                      | 20 décembre 2000      |
| SP 2                                        | Ouverture vers la grande bleue ! L'immense rêve d'un papa                              | 大海原にひらけ!でっかいでっカイ父の夢                               | Oounabara ni hirake ! Dekkai dekkai chichi no yume !                            | 6 avril 2003          |
| SP 3                                        | Protégeons-la ! La dernière grande scène                                               | 守れ！最後の大舞台                                                  | Mamore ! Saigo no oobutai                                                       | 14 décembre 2003      |
| SP 4                                        | Projet spécial de fin d'année ! Mémoires du boss Luffy au chapeau de paille            | 年末特別企画！麦わらのルフィ親分捕物帖                              | Nenmatsu tokubetsu kikaku ! Mugiwara no Luffy oyabun torimonochō                | 18 décembre 2005      |
| SP 5                                        | Épisode de Nami : Les larmes de la navigatrice, le lien des compagnons                 | エピソード・オブ・ナミ～航海士の涙と仲間の絆～                      | Episode of Nami: Kōkaishi no Namida to Nakama no Kizuna                         | 25 août 2012          |
| Épisode reprenant l'histoire Nami / Arlong. |                                                                                        |                                                                     |                                                                                 |                       |
| SP 6                                        | Épisode de Luffy : Aventure sur l'île de la main                                       | エピソードオブルフィ ハンドアイランドの冒険                         | Episōdo obu Rufi - Hando Airando no bōken                                       | 15 décembre 2012      |
| SP 7                                        | Épisode du Merry : Un compagnon pas comme les autres                                   | エピソードオブメリーもうひとりの仲間の物語                          | Episōdo obu meri - Mou hitori no nakama no monogatari                           | 24 août 2013          |
| SP 8                                        | 3D2Y : Surmonter la mort de Ace ! Le vœu de Luffy à ses amis                           | 〝3D2Y〟 エースの死を越えて! ルフィ仲間との誓い                     | Surī-Dī Tsū-Wai: Ēsu no Shi o Koete! Rufi Nakama to no Chikai                   | 30 août 2014          |
| SP 9                                        | Épisode de Sabo - le Vœu des Trois Frères - Les Retrouvailles et de la Volonté Héritée | エピソードオブサボ 〜3兄弟の絆 奇跡の再会と受け継がれる意志〜       | Episōdo obu Sabo - San-Kyōdai no Kizuna - Kiseki no Saikai to Uketsugareru Ishi | 22 août 2015          |
| SP 10                                       | Adventure of Nebulandia                                                                | アドベンチャー オブ ネブランディア                                  | Adobenchā obu Neburandia                                                        | 19 décembre 2015      |
| SP 11                                       | Heart of Gold                                                                          | ハートオブ ゴールド                                                 | Hāto no Gōrudo                                                                  | 16 juillet 2016       |
| SP 12                                       | Épisode d'East Blue : La grande aventure de Luffy et de ses 4 compagnons               | エピソードオブ東の海（イーストブルー）～ルフィと4人の仲間の大冒険～ | Episōdo obu Īsuto Burū: Rufi to Yo-nin no Nakama no Dai-bōken                   | 26 août 2017          |
| SP 13                                       | Épisode de l'île céleste                                                               | エピソードオブ空島                                                  | Episōdo obu Sorajima                                                            | 25 août 2018          |
| SP 14                                       | One Piece Fan Letter                                                                   | ONE PIECE FAN LETTER                                                | ONE PIECE FAN LETTER                                                            | 20 octobre 2024       |

## Luffy, le chef

### Synopsis
L'histoire de ces épisodes se passe dans le Japon médiéval et a donc peu de rapports avec la piraterie présente dans l'histoire originale.
Dans le Royaume de Grand Jipang, Luffy et Usopp sont 2 détectives qui, lorsqu'il ne faut pas faire régner l'ordre, passent la plupart de leur temps dans un petit restaurant mené par Nami et Sanji. Au cours de leurs aventures, ils sont souvent confrontés à la bande de Baggy.
On retrouve de nombreux personnages de la série tels que Pagaya, Nefertari Cobra, Rika, etc. Certains ont des rôles plus importants comme Nefertari Vivi et d'autres ne sont que des figurants, des clins d'œil, comme Miss Valentine.

### Personnages
Principaux
- Luffy : détective
- Usopp : tireur d'élite de Luffy.
- Zoro : moine itinérant, escrimeur.
- Sanji : cuisinier d'un petit restaurant tenu avec Nami.
- Nami : tenancière du resto avec Sanji.
- Nefertari Vivi : Princesse du Royaume.
- Chopper : appelé aussi le docteur « au nez bleu », médecin de la ville.
- Robin : elle travaille sans doute pour le compte de Luffy, elle ne se bat pas et agit souvent en coulisse.
- Franky : charpentier qui aida Luffy contre l'équipe de Thriller Bark.
- Brook : squelette travaillant auparavant pour la Thriller Company qui aida aussi Luffy contre ces derniers.

Ennemis
- La bande à Baggy : clan dirigé par Baggy, Lady Alvida n'est pas présente. Octo l'Homme-Poisson et Gedatsu le prélat font partie de la bande.
- Les pirates de Foxy : bande dirigée par Foxy, Hamburg est le seul membre de l'équipage visible.
- La Thriller Company : équipe de Thriller Bark voulant gagner la course contre Luffy; Gecko Moria n'est pas présent ni Oz mais leur véhicule lui ressemble étrangement.

Autres
- Nefertari Cobra : empereur du Royaume et père de Vivi.
- Igaram : capitaine de la garde royale.
- Kohza : il n'apparaît pas mais est mentionné par Usopp confirmant qu'il a les mêmes pouvoirs qu'un magistrat.
- Pell : un des guerriers du Royaume, il n'est pas précisé s'il a mangé le Tori Tori No Mi / Fruit du Volatile Version Faucon.
- Chaka : il est aussi l'un des guerriers du Royaume; pas plus de précision pour son fruit du démon Inu Inu No Mi / Fruit du Canidé - Version Chacal.
- Papa : homme à tête de panda largement inspiré par Pandaman ; il est assez populaire dans le village et connait bien Rika.
- Rika : petite fille au grand cœur, elle a tendance à vouloir s'occuper de toute personne en difficulté qu'elle croise.
- Ririka : mère de Rika.
- Carotte, Oignon et Piment : trois enfants fans de Luffy et amis de Rika.
- Patty : commerçant de la ville et cuisinier.
- Mr 3 : grand magistrat du Royaume mis par la suite en prison pour avoir été corrompu par Baggy.
- Longs-Cils : chameau appartenant au Royaume et ayant des goûts de luxe.

### Liste des épisodes
| No | Titre français                                                                     | Titre japonais                               | Titre japonais                                            | Date de 1re diffusion |
| No | Titre français                                                                     | Kanji                                        | Rōmaji                                                    | Date de 1re diffusion |
| --- | ---------------------------------------------------------------------------------- | -------------------------------------------- | --------------------------------------------------------- | --------------------- |
| 291 | Le retour de Luffy, le chef ! Loterie et déboires, rêve ou réalité ?               | ルフィ親分再び！夢か現（うつつ）か富くじ騒動 | Luffy oyabun futatabi ! Yume ka utsutsu ka tomikuji sōudō | 24 décembre 2006      |
| Baggy, ayant reçu une raclée de la part de Luffy l’année précédente (à savoir, l'épisode spécial SP4), veut se venger. Au même moment, Rika recueille Papa. Baggy, pensant que c'est le père de Rika qui est sous contrat, ambitionne de l'enlever mais Luffy intervient à temps. Baggy arrive toutefois à ses fins en enlevant Rika grâce à l'aide du Juge (Mr.3) qui va tenter de faire arrêter Luffy avant que Vivi n'intervienne et que Luffy les batte. Quant au docteur au nez bleu, il est étrangement pris ces derniers temps... pour cause, notre cher renne a de quoi être occupé en cette période de fin d'année ! Note : au Japon, l'épisode fut diffusé le 24 décembre 2006 et est donc le dernier de l'année.                                                                                       |                                                                                    |                                              |                                                           |                       |
| 292 | La grande course aux gâteaux de riz ! Le complot de Gros Pif                       | お城で餅まき大レース！赤い鼻の陰謀           | Oshiro de mochimaki dai race ! Akai hana no inbō          | 7 janvier 2007        |
| Comme chaque année, le Royaume de Grand Jipang organise un grand lancer de Mochi (gâteau de riz) sur la place du Royaume, le gagnant remportant un diamant d'une valeur de 10 000 000 de rio berry. Sanji, Nami et Chopper doivent livrer les gâteaux mais Baggy, voulant la pierre précieuse pour lui, leur tendit des embuscades heureusement sans succès puis prendra la Princesse en otage pour tenter de lui faire avouer l'endroit où se trouve le diamant. Enfin Luffy arriva pour lui donner la "correction" qu'il méritait et la fête put avoir lieu. Seulement, il n'y eut pas de gagnant... |                                                                                    |                                              |                                                           |                       |
| 303 | Luffy est-il coupable ? À la poursuite du grand cerisier disparu                   | 犯人はルフィ親分？消えた大桜を追え           | Hannin wa Luffy oyabun ? Kieta dai sakura o oe            | 1er avril 2007        |
| Une autre coutume veut que le Royaume de Grand Jipang organise un rassemblement annuel autour du "grand cerisier". Cependant, le lendemain, l'arbre a disparu. Luffy est suspecté. Les voleurs sont en fait la bande de Baggy qui l'avait transporté sur le bateau de Foxy. Ce dernier leur avait promis de l'argent en échange mais qu'il ne donnera pourtant pas. Le clown tenta alors de l'attaquer, sans succès. Luffy trouva ensuite le bateau puis une lutte entre le détective, son équipier, le cuistot et le moine itinérant contre Foxy et son "ramolo beam" s'ensuivit. À la fin, le cerisier put être remis à sa place et les festivités purent avoir lieu. |                                                                                    |                                              |                                                           |                       |
| 406 | De retour à l'époque féodale ! Luffy le chef est toujours là !                     | 時代劇特別編 ルフィ親分再び見参              | Jidaigeki tokubetsu hen. Luffy oyabun futatabi kenzan     | 21 juin 2009          |
| Chaque siècle (en saison d'été), le Royaume de Grand Jipang organise la course Mikoshi (qui signifie course de char). Le prix à gagner est (selon la légende) un vœu qui se situe dans un sanctuaire du Royaume qui ne s'ouvre tous les siècles,le 2e prix est la récompense de 1 000 000 rio berry. Pendant ce temps au resto de Nami et Sanji, Luffy et les autres apprennent la nouvelle et décident de participer à la course et vont dans le quartier des charpentiers. Peu après, ils font la connaissance de Brook qui a perdu la mémoire. La Thriller Company (équipe concurrente) élimine toutes les équipes une par une et détruit les chars (même celui de Luffy). Mais c'est alors que Brook retrouva la mémoire, il se souvient qu'il était un membre de Thriller Company et décide d'y retourner... |                                                                                    |                                              |                                                           |                       |
| 407 | De retour à l'époque féodale ! Un piège à déjouer ! Le plan de la Thriller Company | 時代劇特別編 破れ！スリラー商会の罠          | Jidaigeki tokubetsu hen. Yabure! Thriller shōkai no wana  | 28 juin 2009          |
| C'est alors que Brook retourne à la Thriller Company mais les membres avaient décidé de l'éliminer. Mais Luffy et Zorro s’interposent. Brook retourne avec Luffy (grâce à l'aide de Robin). Ensuite, les autres équipes apportent de l'aide à l'équipe de Luffy. La course commence et les deux équipes s'affrontent. Ils font le parcours et Franky dévoile l'arme intégrée au véhicule tandis que son concurrent aussi, une lutte acharnée a commencé. Finalement, c'est l'équipe de Luffy qui remporte la course mais leur récompense est loin de ce qu'ils avaient imaginé... |                                                                                    |                                              |                                                           |                       |

## Chopperman

### Synopsis
Un omake (remplaçant le générique de fin (ending)) et un épisode hors-série où Tony-Tony Chopper endosse un costume de super-héros ; les personnages sont super deformed.

### Personnages
Principaux
- Chopperman : c'est le héros, ses quelques attaques sont très « mignion ».
- Luffy Bomber : robot arme construit par Usodabada.
- Namifia : assistante de Chopperman.

Ennemis
- Usodabada : il s'est créé un gang et a pris en otage la chaîne de télévision.
- Sanjilopus : membre du Usodabada gang. Il est considéré comme un pervers.
- Frandasher : second Robot de Usodabada.
- Robifleur : assistante et Membre du Usodabada gang.
- Zorozilla : membre du Usodabada gang. Il adore les boulettes de riz.

### Liste des épisodes
| No  | Titre français                                                                         | Titre japonais                     | Titre japonais                                      | Date de 1re diffusion |
| No  | Titre français                                                                         | Kanji                              | Rōmaji                                              | Date de 1re diffusion |
| --- | -------------------------------------------------------------------------------------- | ---------------------------------- | --------------------------------------------------- | --------------------- |
| 279 | Vol au-dessus des chutes d’eau ! Les sentiments de Luffy !                             | 滝に向かって飛べ！ルフィの想い！！ | Taki ni mukatte tobe ! Luffy no omoi !!             | 1er octobre 2006      |
| 336 | Chopperman entre en action ! Il faut protéger la chaîne de télévision en bord de plage | 出動チョッパーマン！守れ渚のＴＶ局 | Shutsudō Chopperman ! Mamore nagisa no terebi kyoku | 23 décembre 2007      |

## Cross-over

### One PiecexToriko
Crossover spécial entre Toriko et One Piece divisé en deux parties à l'occasion de l'anniversaire du Weekly Shōnen Jump. D'abord Toriko fait la première partie et One Piece fait la seconde.
| No  | Titre français                                       | Titre japonais                    | Titre japonais                       | Date de 1re diffusion |
| No  | Titre français                                       | Kanji                             | Rōmaji                               | Date de 1re diffusion |
| --- | ---------------------------------------------------- | --------------------------------- | ------------------------------------ | --------------------- |
| 492 | Le partenariat rêvé ! Luffy et Toriko s'affrontent ! | 最強タッグ! 奮闘、ルフィとトリコ! | Saikyō Taggu! Funtō, Rufi to Toriko! | 3 avril 2011          |
| 542 | Équipe en formation ! Il faut sauver Chopper         | チーム結成! チョッパーを救え      | Chīmu Kessei! Choppā o Sukue         | 8 avril 2012          |

### One PiecexTorikoxDragon Ball
Épisode spécial réunissant les personnages de One Piece, Toriko et pour la première fois dans l'anime Dragon Ball (pour le manga voir Cross Epoch).
Il s'agit en fait d'un épisode double d'une durée totale de 48 minutes. La première partie est l'épisode 99 de Toriko qui s'intitule Foncez, Armée la plus puissante ! Toriko, Luffy, Goku ! (Hashire Saikyō Gundan! Toriko to Rufi to Gokū!) et la seconde partie est l'épisode 590 de One Piece.
Ces épisodes sont diffusés à l'occasion du deuxième anniversaire de l'anime Toriko et de la sortie le 30 mars 2013 dans les salles japonaises du film Dragon Ball Z: Battle of Gods.
| No  | Titre français                                                      | Titre japonais                               | Titre japonais                                    | Date de 1re diffusion |
| No  | Titre français                                                      | Kanji                                        | Rōmaji                                            | Date de 1re diffusion |
| --- | ------------------------------------------------------------------- | -------------------------------------------- | ------------------------------------------------- | --------------------- |
| 590 | La plus forte collaboration de l'histoire vs. Le Glouton des Mers ! | 履歴VSで最高のパートナーシップ。大食いの海！ | Rireki VS de saikō no pātonā shippu. Ōkui no umi! | 7 avril 2013          |

## Spécial Films

### ArcLittle East Blue
Il s'agit d'épisodes spéciaux diffusés afin de promouvoir le film One Piece: Strong World.
| No  | Titre français                                                     | Titre japonais                      | Titre japonais                                      | Date de 1re diffusion |
| No  | Titre français                                                     | Kanji                               | Rōmaji                                              | Date de 1re diffusion |
| --- | ------------------------------------------------------------------ | ----------------------------------- | --------------------------------------------------- | --------------------- |
| 426 | Spécial Strong World : Les ambitions du Lion d'Or sont en marche ! | 映画連動特別編 動き出す金獅子の野望 | Eiga Rendō Supesharu – Ugokidasu Kinjishi no Yabō   | 15 novembre 2009      |
| 427 | Spécial Strong World : Little East Blue Est pris pour cible.       | 映画連動特別編 狙われた小さな東の海 | Eiga Rendō Supesharu – Nerawareta Ritoru Īsuto Burū | 22 novembre 2009      |
| 428 | Spécial Strong World : Les Pirates Amigo donnent l'assaut.         | 映画連動特別編 アミーゴ海賊団の猛攻 | Eiga Rendō Supesharu – Amīgo Kaizokudan no Mōkō     | 29 novembre 2009      |
| 429 | Spécial Strong World : La bataille décisive : Luffy contre Largo.  | 映画連動特別編 決戦！ルフィVSラルゴ | Eiga Rendō Supesharu – Kessen! Rufi VS Rarugo       | 6 décembre 2009       |

### ArcAmbition de Z
Ces épisodes spéciaux sont diffusés afin de promouvoir le film One Piece : Z.
| No  | Titre français                                         | Titre japonais                          | Titre japonais                                            | Date de 1re diffusion |
| No  | Titre français                                         | Kanji                                   | Rōmaji                                                    | Date de 1re diffusion |
| --- | ------------------------------------------------------ | --------------------------------------- | --------------------------------------------------------- | --------------------- |
| 575 | L'ambition de Z : Lily la petite géante !              | Zの野望編 小さな巨人リリー!             | Zetto no Yabō Hen - Chiisana Kyojin Rirī!                 | 2 décembre 2012       |
| 576 | L'ambition de Z : Une armée puissante et mystérieuse ! | Zの野望編 謎の最強軍団登場!             | Zetto no Yabō Hen - Nazo no Saikyō Gundan Tōjō!           | 9 décembre 2012       |
| 577 | L'ambition de Z : La grande évasion !                  | Zの野望：素晴らしい戦略必死のフライト！ | Zetto no Yabō Hen - Subarashī senryaku hisshi no furaito! | 16 décembre 2012      |
| 578 | L'ambition de Z : Luffy contre Shuzo !                 | Zの野望：ルフィvs修造!                  | Zetto no Yabō Hen - Rufi vs shūzō!                        | 23 décembre 2012      |

### ArcSilver Mine
Ces épisodes spéciaux sont diffusés afin de promouvoir le film One Piece : Gold.
| No  | Titre français                                                | Titre japonais                | Titre japonais                                       | Date de 1re diffusion |
| No  | Titre français                                                | Kanji                         | Rōmaji                                               | Date de 1re diffusion |
| --- | ------------------------------------------------------------- | ----------------------------- | ---------------------------------------------------- | --------------------- |
| 747 | La Forteresse d'argent. Luffy et Barto partent à l'aventure ! | 銀の要塞 ルフィとバルト大冒険 | Gin no Yōsai - Rufi to Baruto Dai Bōken              | 26 juin 2016          |
| 748 | Labyrinthe souterrain. Luffy contre l'homme-wagon.            | 地下迷宮 ルフィ対トロッコ人間 | Chika Meikyū - Rufi tai Torokko Ningen               | 3 juillet 2016        |
| 749 | Des lames chauffées à blanc. Law et Zoro à la rescousse !     | 剣技白熱 ロー・ゾロ遂に見参！ | Kengi Hakunetsu - Rō • Zoro Tsui ni Kenzan!          | 10 juillet 2016       |
| 750 | La situation est désespérée. Un combat brûlant pour Luffy !   | 絶体絶命 ルフィ極限の灼熱決戦 | Zettai Zetsumei - Rufi Kyokugen no Shakunetsu Kessen | 17 juillet 2016       |

### ArcGuilde de Cidre
Ces épisodes spéciaux sont diffusés afin de promouvoir le film One Piece : Stampede.
| No  | Titre français                                                      | Titre japonais                 | Titre japonais                               | Date de 1re diffusion |
| No  | Titre français                                                      | Kanji                          | Rōmaji                                       | Date de 1re diffusion |
| --- | ------------------------------------------------------------------- | ------------------------------ | -------------------------------------------- | --------------------- |
| 895 | Ellipse. Cidre, le terrible chasseur de primes !                    | 特別編! 最強の賞金狩りシードル | Tokubetsu-hen! Saikyō no Shōkin-gari Shīdoru | 28 juillet 2019       |
| 896 | Ellipse. La fin du combat : Luffy contre le roi de gaz carbonique ! | 特別編！ ルフィvs炭酸王        | Tokubetsu-hen! Rufi vs tansan-ō              | 4 août 2019           |

### ArcPassé d'Uta
Ces épisodes spéciaux sont diffusés afin de promouvoir le film One Piece: Red.
| No   | Titre français                                     | Titre japonais                | Titre japonais                             | Date de 1re diffusion |
| No   | Titre français                                     | Kanji                         | Rōmaji                                     | Date de 1re diffusion |
| ---- | -------------------------------------------------- | ----------------------------- | ------------------------------------------ | --------------------- |
| 1029 | Vagues souvenirs. Luffy et Uta, la fille du Roux ! | 淡い記憶 ルフィと赤髪の娘ウタ | Awai Kioku - Rufi to Akagami no Musume Uta | 14 août 2022          |
| 1030 | Serment pour une nouvelle ère. Luffy et Uta !      | 新時代の誓い！ルフィとウタ    | Shin Jidai no Chikai! Rufi to Uta          | 21 août 2022          |

## OVA
| No                                                                                   | Titre français                                | Titre japonais                         | Titre japonais                                | Date de 1re diffusion |
| No                                                                                   | Titre français                                | Kanji                                  | Rōmaji                                        | Date de 1re diffusion |
| ------------------------------------------------------------------------------------ | --------------------------------------------- | -------------------------------------- | --------------------------------------------- | --------------------- |
| OVA 1                                                                                | One Piece - Vainquons-le ! Le pirate Ganzack. | ワンピース 倒せ! 海賊ギャンザック      | Wan Pīsu: Taose! Kaizoku Gyanzakku            | 26 juillet 1998       |
| OVA se déroulant entre l'arc Village d'Orange et l'arc Village de Sirop.             |                                               |                                        |                                               |                       |
| OVA 2                                                                                | One Piece: Romance Dawn Story                 | ONE PIECE ロマンス ドーン ストーリー   | ONE PIECE Romansu Dōn Stori                   | 21 septembre 2008     |
| OVA se déroulant entre l'arc Thriller Bark et l'arc Archipel des Sabaody.            |                                               |                                        |                                               |                       |
| OVA 3                                                                                | One Piece Film Strong World: Episode 0        | ONE PIECE FILM STRONG WORLD: EPISODE 0 | Wan Pīsu Firumu Sutorongu Wārudo Episōdo Zero | avril 2010            |
| OVA servant à introduire le film One Piece : Strong World.                           |                                               |                                        |                                               |                       |
| OVA 4                                                                                | Infiltration ! Thousand Sunny !               | 潜入!!サウザンド・サニー号             | Sennyū !! Sauzando.Sanī Gō                    | 5 mars 2011           |
| OVA servant à introduire le film One Piece 3D : À la poursuite du chapeau de paille. |                                               |                                        |                                               |                       |

## Smartphone
Ces épisodes spéciaux sont sortis sur smartphone ainsi que sur YouTube.
| No                                 | Titre français             | Titre japonais                 | Titre japonais                      | Date de 1re diffusion |
| No                                 | Titre français             | Kanji                          | Rōmaji                              | Date de 1re diffusion |
| ---------------------------------- | -------------------------- | ------------------------------ | ----------------------------------- | --------------------- |
| SM 1                               | Glorious Island            | GLORIOUS ISLAND                | Guroriasu Airando                   | 23 décembre 2012      |
| Prologue du film One Piece : Z.    |                            |                                |                                     |                       |
| SM 2                               | One Piece : Gold Episode 0 | ONE PIECE FILM: GOLD EPISODE 0 | Wan Pīsu Firumu Gōrudo Episōdo Zero | 1er juillet 2016      |
| Prologue du film One Piece : Gold. |                            |                                |                                     |                       |

## Récapitulatifs
Ces épisodes spéciaux récapitulent certaines parties de la trame originale.
| No | Titre français                                                            | Titre japonais                                              | Titre japonais                                                                 | Date de 1re diffusion |
| No | Titre français                                                            | Kanji                                                       | Rōmaji                                                                         | Date de 1re diffusion |
| --- | ------------------------------------------------------------------------- | ----------------------------------------------------------- | ------------------------------------------------------------------------------ | --------------------- |
| RP 1 | Planification d'urgence. Une stratégie parfaite pour le One Piece !       | 緊急企画 ワンピース完全攻略法                               | Kinkyū Kikaku Wan Pīsu Kanzen Kōryakuhō                                        | 22 décembre 1999      |
| Résumé des 5 premiers épisodes de la série animée.                                                                                    |                                                                           |                                                             |                                                                                |                       |
| RP 2 | Épisode spécial de Noël. Le secret de l'équipage de Chapeau de paille !   | お年玉スペシャル 麦わら海賊団の秘密!                        | Otoshidama Supesharu: Mugiwara Kaizoku-dan no Himitsu!                         | 3 janvier 2006        |
| Résumé de l'intégration de chacun des membres de l'équipage de Chapeau de paille jusqu'à l'arc Water Seven.                           |                                                                           |                                                             |                                                                                |                       |
| RP 3 | Épisode spécial abrégé. L'arc Long Ring Long Land !                       | ワンピース～ロングリングロングランド編～ 一夜限りの特別編集 | Wan Pīsu ~ Rongu Ringu Rongu Rando-hen ~ ichiya kagiri no tokubetsu henshū-ban | 11 décembre 2015      |
| Résumé de l'arc Long Ring Long Land.                                                                                                  |                                                                           |                                                             |                                                                                |                       |
| RP 4 | Épisode spécial. Le jardin secret de Barto !                              | ルフィ先輩応援企画！バルトの秘密の部屋！                    | Rufi Senpai Ōen Kikaku! Baruto no Himitsu no Heya!                             | 26 décembre 2021      |
| Résumé des actions de Luffy lors de l'arc Pays des Wa.                                                                                |                                                                           |                                                             |                                                                                |                       |
| RP 5 | Épisode spécial. Le jardin secret de Barto, acte 2 !                      | ゾロ先輩とサンジ先輩応援企画！バルトの秘密の部屋！          | Zoro Senpai to Sanji Senpai Ōen Kikaku! Baruto no Himitsu no Heya!             | 1er mai 2022          |
| Résumé des actions de Zoro et Sanji lors de l'arc Pays des Wa.                                                                        |                                                                           |                                                             |                                                                                |                       |
| RP 6 | Le grand exposé. La légende de Kozuki Oden !                              | 大徹底解剖！光月おでん伝説！                                | Dai Tettei Kaibō! Kōzuki Oden Densetsu!                                        | 26 juin 2022          |
| Résumé de la vie d'Oden Kozuki. |                                                                           |                                                             |                                                                                |                       |
| RP 7 | Le Log légendaire. Shanks le Roux !                                       | 伝説の記録！赤髪のシャンクス！                              | Densetsu no Kiroku! Akagami no Shankusu!                                       | 28 août 2022          |
| Résumé des actions de Shanks depuis l'arc Romance Dawn.                                                                               |                                                                           |                                                             |                                                                                |                       |
| RP 8 | Le grand exposé. Ça va saigner ! Les cinq nouveaux venus.                 | 大徹底解剖！激闘！5人の新世代                               | Dai Tettei Kaibō! Gekitō! Go-nin no Shin Sedai                                 | 9 octobre 2022        |
| Résumé du combat sur le toit d'Onigashima entre les cinq membres de la "génération terrible" et les deux Empereurs, Kaido et Big Mom. |                                                                           |                                                             |                                                                                |                       |
| RP 9 | Combats acharnés. L'équipage de Chapeau de paille contre les Tobi Roppo ! | 大激戦特集！麦わらの一味VS飛び六胞                          | Dai Gekisen Tokushū! Mugiwara no Ichimi Buiesu Tobi Roppō                      | 25 décembre 2022      |
| Résumé des différents combats entre les membres de l'équipage de Chapeau de paille et les Tobi Roppo de l'équipage des cent bêtes.    |                                                                           |                                                             |                                                                                |                       |
| RP 10 | Sélection des meilleurs combats. Zoro contre la superstar !               | 大激戦特集！ゾロVS大看板！                                  | Dai Gekisen Tokushū! Zoro tai Ōkanban!                                         | 14 mai 2023           |
| Résumé du combat entre Roronoa Zoro de l'équipage de Chapeau de paille et King de l'équipage des cent bêtes.                          |                                                                           |                                                             |                                                                                |                       |
| RP 11 | Retour sur un combat épique. L'alliance rebelle contre Big Mom !          | 大激戦特集！反撃同盟VSビッグ・マム                          | Dai Gekisen Tokushū! Hangeki Dōmei tai Biggu Mamu                              | 18 juin 2023          |
| Résumé du combat de l'alliance entre Eustass Kidd et Trafalgar Law contre l'Empereur Big Mom.                                         |                                                                           |                                                             |                                                                                |                       |
| RP 12 | Épisode spécial. Le jardin secret de Barto, acte 3 !                      | ルフィ先輩応援企画！バルトの秘密の部屋3！                   | Rufi Senpai Ōen Kikaku! Baruto no Himitsu no Heya Sādo!                        | 27 août 2023          |
| Résumé du combat entre Monkey D. Luffy de l'équipage de Chapeau de paille et l'Empereur Kaido.                                        |                                                                           |                                                             |                                                                                |                       |
| RP 13 | Épisode spécial. Le jardin secret de Barto, acte 4 !                      | ルフィ先輩応援企画！バルトの秘密の部屋4！                   | Rufi Senpai Ōen Kikaku! Baruto no Himitsu no Heya Fōsu!                        | 8 octobre 2023        |
| Résumé de la fin du combat entre Monkey D. Luffy de l'équipage de Chapeau de paille et l'Empereur Kaido.                              |                                                                           |                                                             |                                                                                |                       |
| RP 14 | Épisode spécial. Momonosuké, le futur grand shogun !                      | 大特集！モモの助の名将軍への道                              | Dai Tokushū! Momonosuke no Mei Shōgun e no Michi                               | 24 décembre 2023      |
| Résumé des débuts de Momonosuké Kozuki en tant que shogun du pays des Wa.                                                             |                                                                           |                                                             |                                                                                |                       |
| RP 15 | Un projet à savourer. Trafalgar Law, le chirurgien de la mort !           | 大堪能企画！〝死の外科医〟トラファルガー・ロー              | Dai Tan'nō Kikaku! "Shi no Gekai" Torafarugā Rō                                | 4 février 2024        |
| Résumé de la vie de Trafalgar D. Water Law.                                                                                           |                                                                           |                                                             |                                                                                |                       |
| RP 16 | Le Log d'un lourd passé. Luffy et son équipage contre le Cipher Pol !     | 因縁の記録！麦わらの一味とCP                                | In'nen no Rogu! Mugiwara no Ichimi to Saifā Pōru                               | 14 avril 2024         |
| Résumé des précédents combats entre l'équipage de Chapeau de paille et le Cipher Pol.                                                 |                                                                           |                                                             |                                                                                |                       |
| RP 17 | L'histoire est écrite. Les turbulents Empereurs !                         | 刻まれる歴史！激動の新旧四皇！                              | Kizamareru Rekishi! Gekidō no Shinkyū Yonkō!                                   | 16 juin 2024          |
| Résumé des actions des anciens et nouveaux membres des Quatre Empereurs.                                                              |                                                                           |                                                             |                                                                                |                       |
| RP 18 | Le Log de l'insurrection. La secrète Armée Révolutionnaire !              | 荒ぶる変革の記録！暗躍する革命軍！                          | Araburu Henkaku no Rogu! An'yaku Suru Kakumei-gun!                             | 25 août 2024          |
| Résumé des actions de l'armée révolutionnaire.                                                                                        |                                                                           |                                                             |                                                                                |                       |
| RP 19 | La justice inflexible. Le Log de l'orgueil de la Marine !                 | 揺るがぬ正義！海軍の誇り高き記録ログ！                      | Yuruganu Seigi! Kaigun no Hokori Takaki Rogu!                                  | 29 septembre 2024     |
| Résumé des actions de la Marine. |                                                                           |                                                             |                                                                                |                       |